# Jens Johansson (ishockeyspelare)
Jens Johansson, född 26 mars 1964, är en svensk före detta ishockeytränare och professionell ishockeyspelare.